# Cantone di Beaurepaire-en-Bresse
Il Cantone di Beaurepaire-en-Bresse era una divisione amministrativa dell'arrondissement di Louhans.
È stato soppresso a seguito della riforma complessiva dei cantoni del 2014, che è entrata in vigore con le elezioni dipartimentali del 2015.
Comprendeva i comuni di:
- Beaurepaire-en-Bresse
- Le Fay
- Montcony
- Sagy
- Saillenard
- Saint-Martin-du-Mont
- Savigny-en-Revermont